# Hans Forssell
Hans Ludvig Forssell, född 14 januari 1843 i Gävle, död 2 augusti 1901 i Graubünden, Schweiz, var en svensk historiker, skriftställare, liberal politiker och ämbetsman. Han var sonson till Olof Hansson Forssell, far till läkaren Olof Forssell samt bror till Abraham och Bernhard Forssell.

## Historiker och liberal politiker
Forssell blev filosofie doktor och docent i Uppsala 1866 och tjänstgjorde de följande åren som sekreterare bland annat i Konstitutions- och Bankoutskotten, samt i myntkommittén 1869–1870 och på den skandinaviska myntkonferensen 1872. Samtidigt var han intensivt verksam som vetenskapsman och publicist och medverkade i den senare egenskapen kraftigt till genomförandet av den skandinaviska myntkonventionen. År 1869 blev han redaktör för Svensk litteraturtidskrift och ledde 1870–1874 dess fortsättning Svensk tidskrift för litteratur, politik och ekonomi. Han skrev själv ett stort antal artiklar i tidskriften. Samtidigt redigerade han flera tidskrifter och serier för folkbildning. År 1873 blev han direktör för Centraltryckeriet och 1874 sekreterare i Riksbanken. Då Louis de Geer i maj 1875 bildade sin första regering, gjorde han den då 32-årige Forssell till finansminister, en utnämning som väckte enormt uppseende. 
Forssell visade sig emellertid platsen fullt vuxen, även om hans politiska framgångar, liksom regeringens i sin helhet, inte blev efter förväntan. Ett försök till partiell grundskatteavskrivning 1877 misslyckades, och den stora skattekommittén, som tillsattes 1879, kom inte till något resultat under Forssells statsrådstid. Sina löpande arbetsuppgifter skötte han utan klander, men han lyckades inte komma på någon särskilt god fot med ledamöterna i någon av kamrarna. Forssell var till sin läggning mera teoretiker än praktiker, och hade också en tendens att uppträda skarpt och överlägset mot riksdagsledamöterna. Under 1879 års finanskris motsatte han sig i det längsta statsstöd till näringslivet, men nödgades till slut gå med på betydande stödåtgärder. Som en eftergift åt Lantmannapartiet genomförde han samtidigt en inskränkning i de enskilda bankernas sedelutgivningsrätt. I samband med att regeringen De Geer avgick i april 1880 förmåddes Forssell att stanna kvar, men avgick redan före årets slut på grund av missnöje med den nye statsministern Arvid Posse.
Forssell utnämndes nu till president i Kammarkollegium, en post där hans stora kännedom om kamerala förhållanden kom väl till pass. Som ledamot av första kammaren 1880–1897, 1883–1886 som ledamot av Bevillningsutskottet och som flitig debattör i Stockholms dagblad fortsatte han att delta i den politiska debatten, även om han i kammaren redan för början var tämligen isolerad. Under tullstridens dagar kämpade han ivrigt för frihandelns ståndpunkt. I unionsdebatten gjorde han 1895 ett mycket uppmärksammat inlägg genom sin artikel Fjärde artikeln af fredstrakten i Kiel den 14/1 1814, där han ville bevisa, att Norge inte avträtts till Sveriges krona utan till Sveriges kung, för att vara ett kungarike förenat med Sverige.
Som ung akademiker såg Forssell historieforskningen som sitt stora kall, och kom att göra betydande insatser inom området. Efter sin doktorsavhandling Bidrag till historien om Sveriges förvaltning under Gustaf den förste (1866) inledde han sitt stort anlagda arbete Sveriges inre historia från Gustaf den förste (1869–1875) inom ett på den tiden nytt område, Sveriges ekonomiska historia, och gav på grundval av Kammararkivets samlingar.
Forssell var ledamot av Kungliga Vetenskapsakademien från 1876 och av Svenska Akademien från 1881.
Forssell gifte sig med Hildegard Zuleima Eneroth den 4 juli 1867.

## Bilder

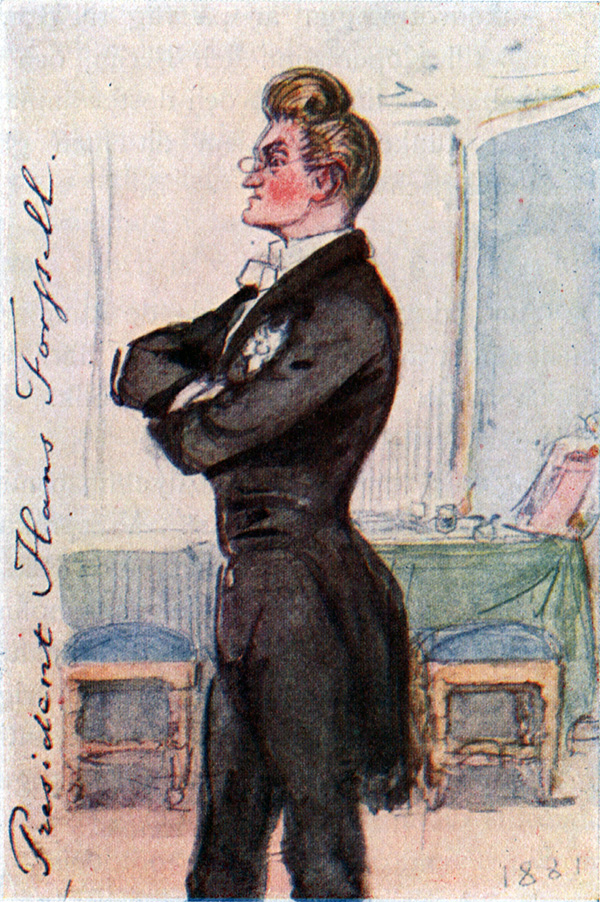
Akvarell utförd av Fritz von Dardel 1881.
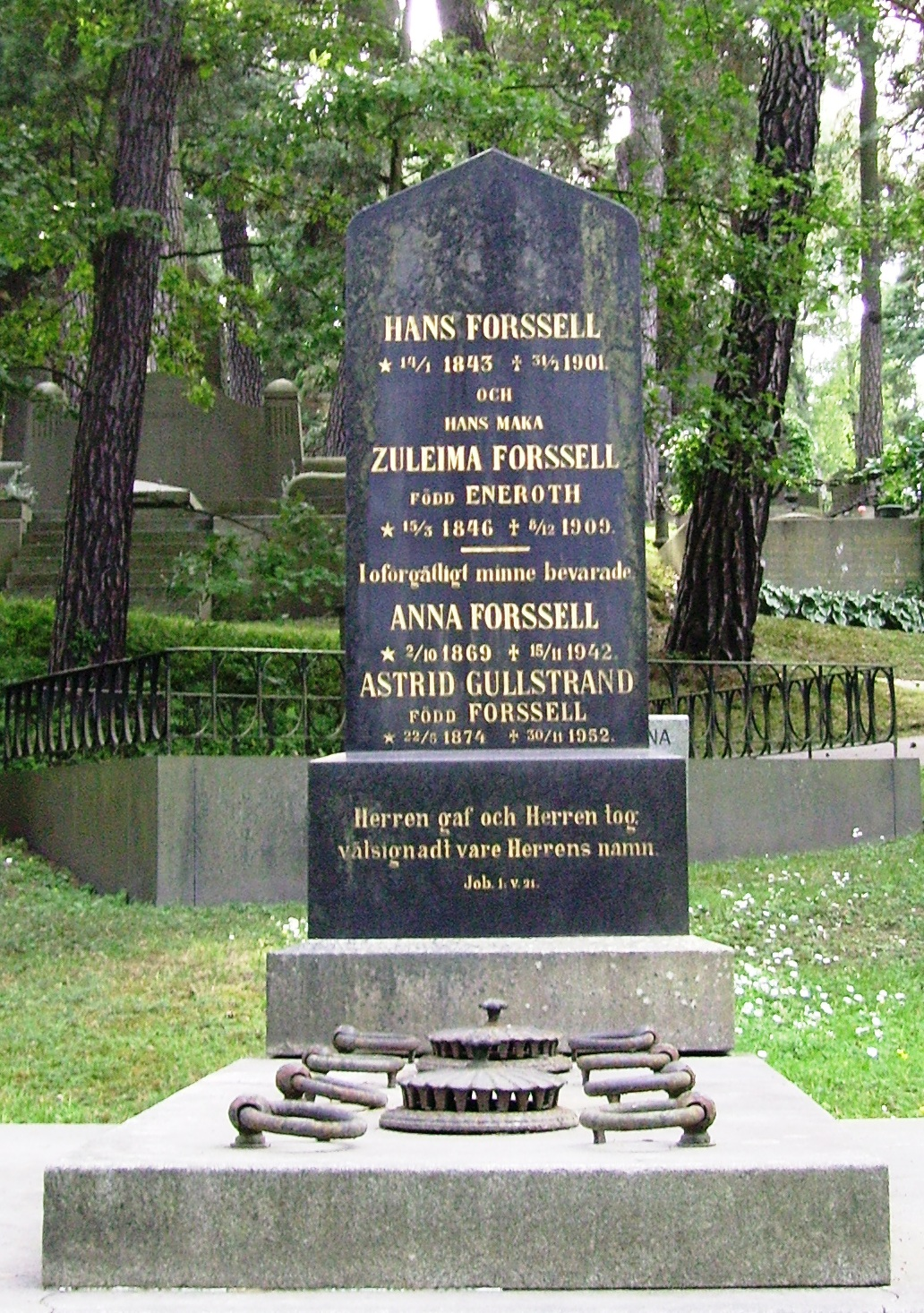
Gravvård på Norra begravningsplatsen i Solna kommun. "Herren gaf och Herren tog välsignadt vare Herrens namn. Job. 1. v. 2.".